# The Stringer
Ne doit pas être confondu avec Stringer (film).
Pour les articles homonymes, voir Stringer.
Pour plus de détails, voir Fiche technique et Distribution.
The Stringer est un film dramatique russo-britannique réalisé par Paweł Pawlikowski, sorti en 1998.

## Synopsis
Armé d'une caméra vidéo, Vadik devient le témoin fortuit d'une explosion de trolleybus. Il cherche ensuite à vendre les images à des  radiodiffuseurs occidentaux. Dans les bureaux d'un d'entre eux, il rencontre Helen et réalise qu'un sujet vraiment intéressant peut devenir une nouvelle raison de voir la jeune femme à nouveau.
Dans sa recherche de sujets sensationnels Vadik rencontre le chef d'un parti politique Piotr Yavorsky. Yavorsky a besoin d'une couverture médiatique, Helen a besoin de sensations, Vadik a besoin de l'attention d'Helen. Ce schéma simple pourrait sans doute fonctionner, mais en Russie, les schémas simples se développent selon des lois très compliquées ...

## Fiche technique
- Titre : The Stringer
- Réalisation : Paweł Pawlikowski
- Scénario : Paweł Pawlikowski et Guennadi Ostrovski
- Photographie : Witold Stok
- Musique : Zdzisław Szostak
- Direction artistique : Vladimir Murzin, Jacek Turewicz
- Décors : Stanislav Boulgakov, Aurelia Roman
- Montage : William Diver
- Son : Bernard O'Reilly, Mike Savage
- Second réalisateur : Janusz Blaszczyk, Yuri Kryuchkov
- Caméra : Paul Englefield, Rodrigo Gutierrez
- Casting : Natalia Krimenskaïa
- Costumes : Maggie Chappelhow
- Production : British Broadcasting Corporation (BBC), British Screen Productions, Pepper Pictures
- Pays d'origine : Royaume-Uni, Russie
- Langue : russe
- Format :
- Genre : film dramatique
- Durée : 88 minutes
- Dates de sortie : 
  - Russie : 1er janvier 1998
  - France : 18 mai 1998 (Festival de Cannes)

## Distribution
- Sergueï Sergueïevitch Bodrov : Vadik
- Anna Friel : Helen
- Vladimir Iline : Piotr Yavorsky
- Robert Knepper : John
- Anna Kamenkova : la mère de Vadik
- Leonid Kouravliov : Mitiaguine
- Alexeï Khardikov : Liocha Bouïnov
- Anna Yanovskaïa : Sveta, femme de Piotr Yavorsky
- Pavel Vinnik : grand-père
- Lioubov Sokolova : grand-mère
- Natalia Rogojkina : la rousse
- Alexeï Chevtchenkov : Kostia
- Maxime Litovtchenko : le parachutiste
- Alexandre Piatkov : le conducteur de bus
- Dinara Kassatkina : Olga